# Samuel Eilenberg
Samuel Eilenberg (sinh ngày 30 tháng 9 năm 1913 – mất ngày 30 tháng 1 năm 1998)  là một nhà toán học người Mỹ gốc Ba Lan, người đồng sáng lập Lý thuyết phạm trù với Saunders Mac Lane.

## Tiểu sử
Samuel Eilenberg được sinh ra ở Warsaw, Vương quốc Ba Lan sống cùng gia đình người Do Thái  và mất tại thành phố  New York, Hoa Kỳ, nơi ông đã dành phần lớn sự nghiệp của mình làm giáo sư tại Đại học Columbia.
Ông đã lấy được bằng tiến sĩ tại Đại học Warszawa vào năm 1936. Cố vấn luận án của ông là Karol Borsuk. Ông chỉ quan tâm về tô pô đại số. Ông nghiên cứu tiên đề của Thuyết tương đồng với Norman Steenrod (người đặt tên cho các Hệ tiên đề Eilenberg-Steenrod), và đại số đồng điều với Saunders Mac Lane. Trong giai đoạn này, Eilenberg và Mac Lane đã tạo ra Lý thuyết phạm trù.
Eilenberg là thành viên của Bourbaki cùng với Henri Cartan, đồng tác giả cuốn sách Homological Algebra năm 1956.
Sau đó, đa phần ông nghiên cứu về Lý thuyết phạm trù thuần túy, là một trong những người sáng lập của lĩnh vực này. Trục xoay Eilenberg (hoặc telescope) là một nghiên cứu áp dụng telescoping cancellation cho môđun xạ ảnh.
Eilenberg góp phần vào lý thuyết về người máy và lý thuyết người máy đại số. Đặc biệt, ông giới thiệu một mô hình tính toán gọi là Cỗ máy X và một thuật toán phân tách nguyên tố mới cho các máy trạng thái hữu hạn trong tĩnh mạch của Thuyết Krohn-Rhodes.
Eilenberg cũng là một nhà sưu tập nổi tiếng về văn hóa Châu Á. Bộ sưu tập của ông chủ yếu bao gồm các tác phẩm điêu khắc nhỏ và các hiện vật khác từ Ấn Độ, Indonesia, Nepal, Thái Lan, Campuchia, Sri Lanka và Trung Á. Năm 1991-1992, Viện bảo tàng Mỹ thuật Metropolitan ở New York đã tổ chức một cuộc triển lãm từ hơn 400 mặt hàng mà Eilenberg đã tặng cho bảo tàng, mang tên là The Lotus Transcendent: "Nghệ thuật Ấn Độ và Đông Nam Á từ Bộ sưu tập của Samuel Eilenberg ".

## Xuất bản
- Samuel Eilenberg (1974), Automata, Languages and Machines, Volume A. ISBN 0-12-234001-9.
- Samuel Eilenberg (1976), Automata, Languages and Machines, Volume B. ISBN 0-12-234002-7.
- Samuel Eilenberg & Tudor Ganea (1957), On the Lusternik-Schnirelmann category of abstract groups, Annals of Mathematics, 2nd Ser., 65, no. 3, 517 – 518. MR0085510
- Eilenberg, Samuel; Mac Lane, Saunders (1945). "Relations between homology and homotopy groups of spaces". Annals of Mathematics. Quyển 46. tr. 480–509. doi:10.2307/1969165.
- Eilenberg, Samuel; Mac Lane, Saunders (1950). "Relations between homology and homotopy groups of spaces. II". Annals of Mathematics. Quyển 51. tr. 514–533. doi:10.2307/1969365.
- Eilenberg, Samuel; Moore, John C. (1962), "Limits and spectral sequences", Topology, 1 (1): 1–23, doi:10.1016/0040-9383(62)90093-9, ISSN 0040-9383
- Eilenberg, Samuel; Niven, Ivan (1944). "The "fundamental theorem of algebra" for quaternions". Bull. Amer. Math. Soc. Quyển 50 số 4. tr. 246–248. doi:10.1090/s0002-9904-1944-08125-1. MR 0009588.
- Eilenberg, Samuel; Steenrod, Norman E. (1945). "Axiomatic approach to homology theory". Proc. Natl. Acad. Sci. U.S.A. Quyển 31 số 4. tr. 117–120. doi:10.1073/pnas.31.4.117. PMC 1078770. PMID 16578143.
- Samuel Eilenberg & Norman E. Steenrod (1952), Foundations of algebraic topology, Princeton University Press, Princeton, New Jersey. xv+328 pp.[3]